# Bric-à-brac

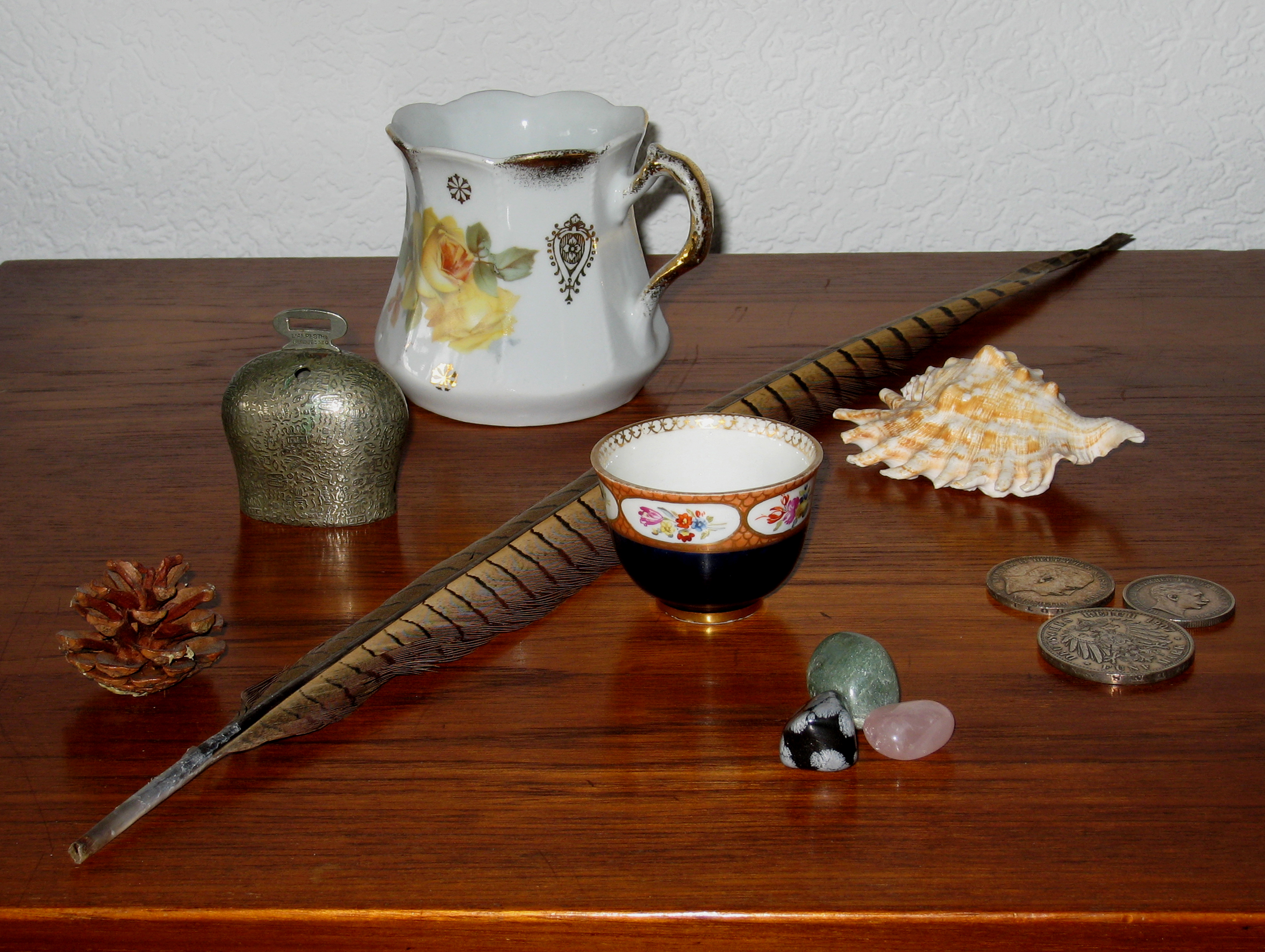
Objetos de Bric-à-brac.

El término bric-à-brac (de origen francés) se utilizó por primera vez en la época victoriana.
Se refiere a objetos de colección, como tazas de té decoradas y pequeños vasos, plumas, flores de cera bajo cúpulas de cristal, cáscaras de huevo, estatuillas, pinturas en miniatura o fotografías, etc.
Los bric-à-brac son utilizados como adornos en estantes de chimeneas, en mesas, estantes, o en exhibición en vitrinas de los coleccionistas. A veces estos objetos se exponen en armarios con puertas de vidrio, para mostrar los elementos ubicados en el interior y para protegerlos del polvo.
El bric-à-brac hoy en día se refiere a una selección de artículos de escaso valor, a menudo vendidos en mercadillos.